# Список фильмов в общественном достоянии в США
Ниже представлен список фильмов, находящихся в общественном достоянии в США. В него включены только художественные ленты, о мультипликационных фильмах см. Список мультфильмов в общественном достоянии в США.
Подавляющее большинство фильмов США защищены авторским правом, однако несколько сотен лент находятся в общественном достоянии. Это означает, что ни одно правительство, организация или частное лицо не владеет никакими авторскими правами на произведение, и как таковое оно является общей собственностью. Некоторые фильмы в этом списке могут включать элементы из других произведений, на которые всё ещё распространяется авторское право, даже если сам фильм не защищён им.
Большое количество фильмов США в общественном достоянии можно найти в Архиве Интернета, где их можно бесплатно смотреть и скачивать.

## Авторское право или общественное достояние?
Официального списка фильмов (или других работ), находящихся в общественном достоянии, не существует. Даже эксперты в области общественного достояния иногда расходятся во мнениях относительно того, находится ли тот или иной фильм в общественном достоянии. Зачастую бывает очень непросто определить статус общественного достояния фильма, поскольку он может включать в себя какой-либо элемент (или несколько их), защищаемых авторским правом, например, графические персонажи (например, Багз Банни или Микки Маус), вымышленные персонажи (например, Джеймс Бонд) и пр. Авторское право на фильм включает в себя статус авторского права на множество элементов, составляющих его. Фильм может потерять свои авторские права на некоторые из этих элементов, сохраняя при этом авторские права на другие. Яркий пример: использование музыки в фильме может вызвать неопределенность в отношении авторских прав. Согласно законам США на 2010 год, неизвестно, является ли использование музыки в фильме публикацией музыки с целью защиты авторских прав. Суды разных инстанций и разных федеральных судебных округах могут по разному решать вопрос, является ли данный конкретный фильм объектом авторского права, либо же находится в общественном достоянии.
Все работы, созданные государственными служащими США в рамках их официальных должностных обязанностей, находятся в общественном достоянии с момента их создания. Статус работ, выполненных подрядчиками, зависит от условий их контракта. Однако это относится только к федеральному правительству, а не к правительствам штатов или местным органам власти, которые могут претендовать или не претендовать на авторское право в зависимости от законов своего штата.

## Документирование статуса «общественное достояние»
Не существует единого метода определения того, находится ли фильм или его части в общественном достоянии. Однако возможно применить несколько методов для документирования статуса фильма как «общественное достояние».
Регистрация авторских прав на кинофильмы до 1978 года публиковалась в полугодовых каталогах авторских прав. Библиотека Конгресса также публиковала сводные каталоги авторских прав на регистрацию кинофильмов за периоды с 1894 по 1989 года (в семи томах). Также несколько десятилетий регистрацией авторских прав на фильмы (не короткометражные, производства США) занимался проект AFI Catalog of Feature Films.
Фильмы, чья премьера состоялась до 1 марта 1989 года, должны были содержать действительное уведомление об авторских правах, чтобы претендовать на них. Как минимум, уведомление об авторских правах должно было включать словосочетание «авторское право» или приемлемое обозначение (например, ©), год премьеры (который не мог опережать фактическую премьеру более чем на один год) и название организации, претендующей на авторское право. Например, эпизоды мультсериала «Новые Три балбеса» (1965—1966) вышли с неполным уведомлением об авторских правах: с указанием года и символа авторского права, но без указания заявителя.
В результате принятия Закона об имплементации Бернской конвенции уведомление об авторских правах не требуется для фильмов, чья премьера состоялась 1 марта 1989 года или позже. Также было решено, что некорректное уведомление или его отсутствие не приведёт к аннулированию авторских прав на фильмы, чья премьера состоялась в период с 1978 год по 1 марта 1989 года, при условии, что соответствующее уведомление было добавлено к последующим копиям.
По состоянию на 2022 год, все кинофильмы, снятые и показанные до 1927 года, являются общественным достоянием в США без исключений. Эта дата будет ежегодно сдвигаться на один год вперёд, что означает, что фильмы, выпущенные в 1927 году, станут общественным достоянием в 2023 году, фильмы 1928 года — в 2024 году и так далее, завершая тем, что фильмы 1977 года станут общественным достоянием в 2073 году. На фильмы, чья премьера состоялась после 31 декабря 1977 года, это правило «95 лет» не распространяется.
На фильмы, зарегистрированные в период с 1927 по 1963 год, должны были быть продлены авторские права, чтобы они не стали общественным достоянием. В результате принятия «Закона о продлении авторских прав» 1992 года, авторские права, зарегистрированные в период с 1964 года и позже, были автоматически продлены.
До принятия «Закона о продлении срока действия авторских прав» в 1998 году срок действия авторских прав в США составлял 75 лет, при этом произведение становилось общественным достоянием 1 января 76-го года с момента создания (так, например, фильм, снятый в 1930 году, авторские права на который были должным образом защищены, зарегистрированы и обновлены, перейдёт в общественное достояние 1 января 2006 года). Теперь он был увеличен до 95 лет, однако этот закон недвусмысленно отказался восстанавливать какие-либо авторские права, срок действия которых истек до его принятия. 1 января 2019 года истёк срок продления авторских прав на 20 лет, и с тех пор каждый год в общественное достояние стали поступать новые работы.

## Список
Многие из перечисленных ниже фильмов основаны на романах, повестях, пьесах, журнальных историях или комбинации этих источников. В некоторых случаях авторское право на фильм истекло из-за невозобновления, в то время как основной литературный или драматический источник всё ещё защищён авторским правом. Например, фильм «Его девушка Пятница» (1940) перешёл в общественное достояние в 1969 году, потому что авторские права на него не были продлены, однако он основан на пьесе 1928 года «Первая полоса», на которую распространяется авторское право до 2024 года, и поэтому вопрос «находится ли этот фильм в общественном достоянии» (имеется в виду период между 1 января 1969 года и 1 января 2024 года) является несколько спорным.
В данном списке отсутствуют фильмы, чья премьера состоялась до 1 января 1928 года, а также нет фильмов производства Правительства США. Здесь отсутствуют ленты, выпущенные позднее 1968 года (исключение: указан один фильм 1978 года). Также здесь нет фильмов, выпущенных под свободной лицензией (например, Creative Commons), на том основании, что технически они не являются общественным достоянием, хотя ими можно свободно делиться и пользоваться. Перечислены только полнометражные художественные фильмы (за единичными исключениями — в списке присутствуют две короткометражные ленты серии «Три балбеса»).
Кроме того, в целях разумности охвата, в список включены далеко не все фильмы, находящиеся в общественном достоянии в США, а лишь несколько десятков наиболее известных.
В большинстве случаев причиной перехода фильма в общественное достояние является непродление авторских прав, иные причины указаны в столбце «Комментарии».
Данный список никогда не будет полным и исчерпывающим, так как 1 января каждого года в общественное достояние в США переходят десятки фильмов, на которые окончился срок действия авторских прав.
Сортировка по умолчанию — по названию фильма, по алфавиту. Также любой столбец можно отсортировать по алфавиту / в обратном порядке (по убыванию / возрастанию), нажав на заголовок столбца.
| Название                              | Год премьеры           | Год перехода в ОД | Комментарии, ссылки (на IMDb) |
| ------------------------------------- | ---------------------- | ----------------- | --- |
| Авраам Линкольн                       | 1930                   | 1958              | |
| Алжир                                 | 1938                   | 1966              | Первый голливудский фильм кинозвезды Хеди Ламарр. Картина послужила источником вдохновения для знаменитой «Касабланки» (1942). |
| Ангел и негодяй                       | 1947                   | 1975              | |
| Атолл К                               | 1951                   | 1951              | Фильм производства Франции и Италии. В США известен под названием «Утопия». Последняя лента британо-американских киноактёров-комиков Лорела и Харди. |
| Африка зовёт                          | 1949                   | 1977              | |
| Бадья крови                           | 1959                   | ?                 | |
| Безумие-13                            | 1963                   | ?                 | 3-я (из 36) полноценная работа Фрэнсиса Форда Копполы как режиссёра. |
| Безумный монстр                       | 1942                   | ?                 | |
| Бекки Шарп                            | 1935                   | ?                 | Фильм открывает эпоху настоящего цветного кино, пришедшего на смену двухцветным процессам «бипак». |
| Белый зомби                           | 1932                   | ?                 | Исходный материал фильма защищён авторским правом. Первый полнометражный фильм о зомби, давший рождение поджанру ужасов «фильм о гаитянском вуду». |
| Беспорядок в суде                     | 1936                   | 1960-е            | 15-я из 190 короткометражек о приключениях Трёх балбесов. |
| Богова делянка                        | 1958                   | ?                 | Колоризированная версия фильма защищена авторским правом. |
| Бремя страстей человеческих           | 1934                   | 1962              | |
| Везучий техасец                       | 1934                   | ?                 | |
| Великий Фламарион                     | 1945                   | ?                 | |
| Взлёты и падения                      | 1937                   | 1965              | |
| Вне закона                            | 1943                   | 1971              | |
| Возвращение Топпера                   | 1941                   | 1969              | Две номинации на «Оскар». |
| Воронёная сталь                       | 1934                   | ?                 | |
| Второй хор                            | 1940                   | ?                 | |
| Глен или Гленда                       | 1953                   | ?                 | Дебютная работа режиссёра Эдварда Вуда, в которой он выступил в качестве режиссёра, сценариста, продюсера и исполнителя главной роли. Считается одним из худших фильмов в истории кинематографа. |
| Гнев на рассвете                      | 1955                   | ?                 | |
| Горилла                               | 1939                   | ?                 | |
| Горшок золота                         | 1941                   | ?                 | |
| Грех берёт выходной                   | 1930                   | 1958              | |
| Грешники в раю                        | 1938                   | 1966              | |
| Грошовая серенада                     | 1941                   | 1968              | |
| Дебби покоряет Даллас                 | 1978                   | 1981              | В связи с неверным оформлением авторских прав, фильм перешёл в общественное достояние через три года после премьеры, однако «Даллас Ковбойс» имеют право вето на коммерческий показ ленты из-за несанкционированного использования их товарных знаков. Самый успешный порнофильм своего времени. Считается одним из самых важных релизов периода так называемого «порношика» (1969—1984), и остаётся (данные 1999 года) одним из самых известных порнофильмов США. |
| Дезертиры                             | 1950                   | ?                 | Второй фильм (из тех, что с указанием в титрах) кинозвезды Полли Берген. |
| Джек и бобовый стебель                | 1952                   | 1980              | |
| Диксиана                              | 1930                   | 1958              | 1-я (из 16) роль в кино известного танцора, певца и актёра Билла Робинсона. |
| Дождь                                 | 1932                   | 1960              | |
| Долина мести                          | 1951                   | 1978              | |
| Дом ночных призраков                  | 1959                   | ?                 | |
| Дорога на Бали                        | 1952                   | 1980              | |
| Дорога на Санта-Фе                    | 1940                   | 1968              | |
| Дьявольская летучая мышь              | 1940                   | ?                 | |
| Его девушка Пятница                   | 1940                   | 1967              | Фильм основан на пьесе 1928 года «Первая полоса», на которую распространяется авторское право до 2024 года. |
| Жених без невесты                     | 1947                   | 1960-е            | 101-я из 190 короткометражек о приключениях Трёх балбесов. |
| Женщина-оса                           | 1959                   | ?                 | |
| Животное царство                      | 1932                   | 1960              | |
| Жизнь с отцом                         | 1947                   | 1975              | |
| За дверью офиса                       | 1931                   | 1959              | |
| Заговор                               | 1930                   | 1958              | |
| Звезда родилась                       | 1937                   | 1965              | «Оскар» в категории «Лучший сюжет». Студии Warner Bros. принадлежат права на элементы фильма (нитратные негативы, сценарий, музыкальное сопровождение и права́ на ремейки); восстановленная версия 2022 года принадлежит ей полностью. |
| Зыбучий песок                         | 1950                   | ?                 | |
| Идеальный кавалер                     | 1931                   | 1958              | |
| Император Джонс                       | 1933                   | ?                 | |
| История Джеки Робинсона               | 1950                   | ?                 | |
| Капитан Кидд                          | 1945                   | 1972              | Последний (из 58) фильм режиссёра Роулэнда Ли. |
| Карнавал душ                          | 1962                   | 1962              | В связи с отсутствием уведомления об авторских правах фильм перешёл в общественное достояние сразу же после премьеры. В 1990-х годах были несколько судебных исков о восстановлении авторских прав на эту ленту. Единственный полнометражный фильм Херка Харви как режиссёра. |
| Королевская кровать                   | 1931                   | 1958              | |
| Королевская свадьба                   | 1951                   | 1978              | 2-я (из 32) работа Стэнли Донена как режиссёра. |
| Косяковое безумие                     | 1936                   | 1936              | В связи с неправильным оформлением уведомления об авторских правах фильм перешёл в общественное достояние сразу же после премьеры. |
| Красный дом                           | 1947                   | ?                 | |
| Кричащий череп                        | 1958                   | 1958              | Авторские права на фильм не оформлялись. Режиссёрский дебют Алекса Николя. |
| Кровь на солнце                       | 1945                   | 1973              | «Оскар» в категории «Лучшая работа художника-постановщика». |
| Крючок, леска и грузило               | 1930                   | 1958              | |
| Леди для любви                        | 1930                   | 1958              | |
| Лесси в разрисованных холмах          | 1951                   | 1979              | |
| Летающие блюдца                       | 1939                   | ?                 | |
| Летучая мышь                          | 1959                   | ?                 | Смотреть фильм |
| Любовный роман                        | 1939                   | 1967              | |
| Любовь смеётся над Энди Харди         | 1946                   | ?                 | |
| Магазинчик ужасов                     | 1960                   | 1988              | |
| Маклинток!                            | 1963                   | 1991              | Музыка к фильму защищена авторским правом. |
| Маленькая принцесса                   | 1939                   | 1967              | |
| Маленький дивиденд отца               | 1951                   | 1978              | |
| Манос: Руки судьбы                    | 1966                   | 1968              | Неправильно оформленное уведомление об авторском праве привело к тому, что фильм перешёл в общественное достояние через два года после премьеры. |
| Маньяк                                | 1934                   | ?                 | |
| Мёртв по прибытии                     | 1949                   | 1977              | |
| Милли                                 | 1931                   | 1959              | |
| Мистер Империя                        | 1951                   | 1978              | |
| Мозг, который не мог умереть          | 1962 (завершён в 1959) | 1962              | Фильм был готов в 1959 году (под названием «Чёрная дверь», позднее — «Голова, которая не могла умереть»). По ряду причин он вышел на экраны только в 1962 году, когда и обнаружилось отсутствие уведомления об авторских правах, что привело к тому, что фильм стал общественным достоянием сразу же после премьеры. |
| Мой дорогой секретарь                 | 1948                   | ?                 | |
| Мой слуга Годфри                      | 1936                   | ?                 | Сценарий фильма защищён авторским правом. |
| Моя любимая брюнетка                  | 1947                   | 1975              | |
| Наездники судьбы                      | 1933                   | ?                 | |
| Нападение гигантских пиявок           | 1959                   | ?                 | |
| Наш городок                           | 1940                   | ?                 | Шесть номинаций на «Оскар». |
| Неожиданный                           | 1954                   | 1983              | |
| Неуязвимый человек                    | 1956                   | ?                 | |
| Ничего святого                        | 1937                   | 1965              | |
| Ночь живых мертвецов                  | 1968                   | 1968              | Фильм не имел уведомления об авторских правах, были ошибки дистрибуции, поэтому он перешёл в общественное достояние сразу после премьеры. Ремейк 1990 года защищён авторским правом. Первый (из 24) фильм Джорджа Ромеро как режиссёра. |
| Объезд                                | 1945                   | ?                 | |
| Огни опасности                        | 1930                   | 1958              | |
| Одинокие жёны                         | 1931                   | 1959              | |
| Одинокий всадник Рэнди                | 1934                   | 1934              | Из-за неправильно оформленного уведомления об авторских правах фильм перешёл в общественное достояние сразу после премьеры. |
| Одноглазые валеты                     | 1961                   | 1988              | Единственная работа Марлона Брандо как режиссёра. |
| Первая полоса                         | 1931                   | ?                 | Три номинации на «Оскар»: «Лучший фильм», «Лучшая режиссёрская работа» (Льюис Майлстоун) и «Лучшая мужская роль» (Адольф Менжу). |
| План 9 из открытого космоса           | 1959                   | 1987              | «Худший фильм всех времён». |
| Погоня                                | 1946                   | ?                 | Независимый фильм, оставшийся без правообладателя. |
| Познакомьтесь с Джоном Доу            | 1941                   | 1969              | 49-е место в списке «100 самых вдохновляющих американских фильмов за 100 лет по версии AFI». |
| Пока плывут облака                    | 1946                   | 1974              | |
| Половина выстрела на рассвете         | 1930                   | 1958              | |
| Полуночный трактир                    | 1942                   | ?                 | |
| Полынная тропа                        | 1933                   | 1933              | В связи с неправильным оформлением уведомления об авторских правах фильм перешёл в общественное достояние сразу же после премьеры. |
| Попутчик                              | 1953                   | ?                 | |
| Последний раз, когда я видел Париж    | 1954                   | 1972              | Отметка об авторском праве гласит «1944 год», эта ошибка (использовались римские цифры) привела к тому, что фильм перешёл в общественное достояние не через 28 лет после премьеры, а через 18. Музыка к фильму защищена авторским правом. |
| Последний человек на Земле            | 1964                   | 1992              | Источник, роман «Я — легенда», защищён авторским правом. |
| Посрами дьявола                       | 1953                   | 1980              | |
| Поставить всё на карту!               | 1951                   | 1978              | |
| Проверка и двойная проверка           | 1930                   | 1958              | |
| Прощай, оружие!                       | 1932                   | 1960              | Четыре номинации на «Оскар» и две победы: за лучшую операторскую работу и за лучший звук. |
| Путешествие на доисторическую планету | 1965                   | ?                 | Фантастический фильм, перемонтированный из советской киноленты 1961 года «Планета бурь». |
| Райская птичка                        | 1932                   | 1960              | |
| Ревизор                               | 1949                   | ?                 | |
| Рок, рок, рок!                        | 1956                   | 1984              | Впервые на экране (эпизод без указания в титрах) будущая кинозвезда Валери Харпер. Единственное появление в кино певца Фрэнки Лаймона и его группы The Teenagers. |
| Санта-Клаус завоёвывает марсиан       | 1964                   | ?                 | Впервые на экране актриса Пиа Задора. Первое официально подтверждённое появление персонажа Миссис Санта-Клаус в полнометражном кинофильме. |
| Сексуальное безумие                   | 1938                   | ?                 | |
| Серебряная стая                       | 1930                   | 1958              | |
| Сирано де Бержерак                    | 1950                   | середина 1980-х   | Первая англоязычная экранизация известной французской пьесы. |
| Слишком поздно для слёз               | 1949                   | ?                 | |
| Смертельные попутчики                 | 1961                   | 1961              | Из-за того, что продюсер забыл поместить уведомление об авторских правах на фильм, он перешёл в общественное достояние сразу же после премьеры. Первый художественный фильм Сэма Пекинпы как режиссёра. |
| Снега Килиманджаро                    | 1952                   | ?                 | Рассказ-первоисточник защищён авторским правом. Две номинации на «Оскар». |
| Созданы друг для друга                | 1939                   | ?                 | |
| Соль земли                            | 1954                   | 1982              | |
| Странная любовь Марты Айверс          | 1946                   | 1974              | Впервые на экране будущая кинозвезда Кирк Дуглас. |
| Страх                                 | 1963                   | 1963              | В связи с отсутствием уведомления об авторских правах фильм перешёл в общественное достояние сразу же после премьеры. В начале 1990-х годов Корман (режиссёр этой ленты) попросил малоизвестного режиссёра Марка Гриффитса отснять 12 минут дополнительных кадров с участием Дика Миллера, таким образом «создав новый фильм» под названием «Возвращение страха» (1991), чтобы Корман смог заявить о своих авторских правах.                                       |
| Страх и вожделение                    | 1953                   | ?                 | Первый полнометражный фильм Стэнли Кубрика как режиссёра. |
| Тайны Канзас-Сити                     | 1952                   | ?                 | |
| Танец жизни                           | 1929                   | 1957              | |
| Тинейджеры из космоса                 | 1959                   | 1987              | |
| Три парня по имени Майк               | 1951                   | 1978              | |
| Удивительный мистер Икс               | 1948                   | ?                 | |
| Ужас крошечного городка               | 1938                   | 1966              | |
| Улица греха                           | 1945                   | ?                 | |
| Человек с золотой рукой               | 1955                   | ?                 | Повесть-первоисточник защищена авторским правом. |
| Чужестранец                           | 1946                   | 1973              | Первый нуар режиссёра Орсона Уэллса. Первый голливудский фильм, в котором представлены документальные кадры Холокоста. «Оскар» за лучший литературный первоисточник. |
| Шарада                                | 1963                   | 1963              | В связи с неверным оформлением уведомления об авторских правах фильм стал общественным достоянием сразу же после премьеры, однако музыка и сценарий до сих пор защищены авторским правом. 75-я из 77 ролей кинозвезды Кэри Гранта. |
| Эта замечательная жизнь               | 1946                   | 1975              | Сценарий фильма остаётся защищённым авторским правом (рассказ Филипа ван Дорена Стерна «Величайший дар», который перейдёт в общественное достояние в 2038 году). Republic Pictures также приобрела эксклюзивные права на музыку к фильму. 1-е место в списке «100 самых вдохновляющих американских фильмов за 100 лет по версии AFI». |
| Южанин                                | 1945                   | ?                 | Три номинации на «Оскар». |